# 崔瑾
崔瑾（?—?），字休瑜，唐朝贝州武城县（今河北省衡水市故城县）人，出自清河崔氏的清河小房。御史中丞崔陲之孙，浙西觀察使崔郾之子。
崔瑾在大中十年（856年）登进士第，多次出任各地节度使府，入朝历任尚书郎、知制诰。咸通十三年（872年），知贡举，选拔颇能得人才。乾符初年，担任礼部侍郎，出为湖南观察使，辟王蕘为从事。王仙芝攻取洪州，派徐唐莒驻守。进破朗州、岳州，于是围攻潭州，因观察使崔瑾抵御，王仙芝兵向浙西，扰宣州、润州。乾符五年（878年）三月，湖南军乱，驱逐观察使崔瑾。

## 子孙
- 崔廷表，字汉臣
- 崔廷宪，字舜举